# Ветьма
Ве́тьма — река, протекающая в Европейской части России, левый приток Десны. Длина реки — 112 км.
Ветьма берёт начало в Куйбышевском районе Калужской области. Основное течение реки проходит преимущественно по лесистой местности, кроме верхней части, от Верхних Падерок до Бутчино, где река течёт по полям в открытых берегах. Ширина реки в среднем течении 12-15 м, глубина от 1,5 до 3 м. Берега и дно преимущественно песчаные. Берега сложены из меловых образований, в виде двух ярусов. Верхний — меловой, глинистый мергель и белый мел; нижний — зелёные и тёмные пески с фосфоритами, ещё ниже залегают темноцветные глинистые пески, песчаные глины и глинистые сланцы. Пласты фосфоритов выходят, например, у реки Десны и у Хотни, на восток.
Основные притоки Ветьмы: с левой стороны — Бытошка, Волынь, Ивоток, Березна; с правой — небольшие ручьи Немерка и Хапиловка.
В XIX веке река использовалась весной, после половодья, для сплава леса и доставки товаров. Плоты и плоскодонные суда проходили до Киева с большим грузом чугунных и железных изделий. Сейчас хозяйственного значения не имеет, как водная артерия используется только туристами-байдарочниками.
Основные поселения по реке: Ивашковичи, Бутчино, Бытошь, Ходиловичи, Гришина Слобода.
Ветьма впадает в Десну непосредственно у города Жуковки.
До начала XX века на реке располагался Петровский железоделательный завод (ныне южная окраина Бытоши).
Ледостав с декабря по начало апреля. Весной большое половодье.
Впадает в Десну между Вышковичами и Жуковкой.